# Lipová (Karlovy Vary)
Lipová, (in tedesco Lindenhau) è un comune della Repubblica Ceca facente parte del distretto di Cheb, nella regione di Karlovy Vary.

## Geografia fisica
I comuni limitrofi sono Horní Lipina, Nový Hrozňatov, Všeboř e Podhrad ad ovest, Žírnice, Dřenice e Scheibenreuth a nord e Kozly, Boden, Neualbenreuth, Gradlhof e Schachten a sud.

## Storia
La prima menzione scritta del villaggio risale al 1473. Il nome Lindenhau risale al XVI secolo.

## Suddivisioni locali
- Lipová
- Dolní Lažany (Unter Losau)
- Dolní Lipina (Unter Lindau)
- Doubrava
- Horní Lažany (Ober Losau)
- Mechová
- Mýtina (Starý Albenreuth)
- Palič (Palitz)
- Stebnice (Stabnitz)

## Statistiche
- Età media: 35,3 anni
- Scuola materna:
- Attrezzature mediche:
- Stazione di polizia:
- Rete fognaria:
- Approvvigionamento idrico: